# Stinson Reliant
Dimensions
Le Stinson Reliant est un avion de transport de passagers américain. Il est utilisé par l'USAAF comme avion de transport militaire sous la désignation UC-81 et comme avion d'entraînement, désigné AT-19.

## Conception et développement
Au total, ce sont 1 327 Reliant qui ont été fabriqués entre 1933 et 1943, en différents modèles, allant de SR-1 à SR-10. Le modèle commercial abouti, le Reliant SR-10, fut introduit en 1938. La version militarisée vola la première fois en février 1942 et est restée en production jusque fin 1943 pour les États-Unis et les forces armées britanniques dans plusieurs versions supplémentaires (toutes extérieurement identiques).
La production du Reliant peut être divisée en deux types distincts : les Reliant à aile droite (tous les modèles jusqu'au SR-6) et les Reliant à « aile de mouette » (tous les modèles suivants, y compris le V-77 militarisé et l'AT-19). L'aile des premiers était à corde et épaisseur constante, maintenue par une double poutre de chaque côté et des entretoises assurant la rigidité. Par contre, les Reliant à « aile de mouette » avaient leur corde maximale à mi-longueur d'aile, avec un bord de fuite fortement incliné vers l'avant dans la partie extérieure et une découpe arrondie à la racine du bord d'attaque, le tout soutenu par une poutre unique.

## Histoire opérationnelle
Le Reliant fut utilisé par l'armée des États-Unis pendant la Seconde Guerre mondiale comme avion utilitaire, sous la désignation UC-81, et pour l'instruction, comme AT-19. Ils ont également été utilisés par la Royal Navy et la Royal Air Force dans des fonctions de transport léger. Après la guerre, ces avions furent revendus sur le marché civil sous la désignation Vultee V-77.
Le V-77 était une version spartiate du SR-10 avec moteur Lycoming R680-E3B de 300 cv et une seule porte sur le côté gauche. Le capot moteur traditionnel était remplacé par un modèle plus simple. La structure interne fut renforcée de façon significative par rapport aux modèles commerciaux, et un contrepoids en forme de triangle distinctif fut ajouté à la gouverne de direction.

## Variantes
Le SR-10 Reliant était disponible comme avion terrestre, comme hydravion, ou équipé de skis.